# Nglangitan
Nglangitan is een bestuurslaag in het regentschap Blora van de provincie Midden-Java, Indonesië. Nglangitan telt 2160 inwoners (volkstelling 2010).